# ۱۸۵ (قمری)
۱۸۵ (قمری)، صد و هشتاد و پنجمین سال در گاهشماری هجری قمری است. اول محرم این سال برابر با «۲۴ ژانویه سال ۸۰۱» میلادی و «۴ بهمن ۱۷۹» هجری شمسی است.

## زادگان
- محمد بن موسی خوارزمی